# 武斯特维莱尔
武斯特维莱尔（法語：Woustviller，法語發音：[vustvilɛʁ]；洛林法兰克语：Wuschwiller）是法国摩泽尔省的一个市镇，位于该省东部，属于萨尔格米讷区。

## 地理
武斯特维莱尔（49°4'33"N, 7°0'35"E）面积10.97 平方千米，位于法国大東部大區摩泽尔省，该省份为法国东北部内陆省份，是洛林的一部分，西南接默尔特-摩泽尔省，东临下莱茵省，北与卢森堡和德国接壤。
与武斯特维莱尔接壤的市镇（或旧市镇、城区）包括：埃内斯特维莱尔、格伦德维莱尔、安巴赫、温德兰、伊普兰、萨尔格米讷。

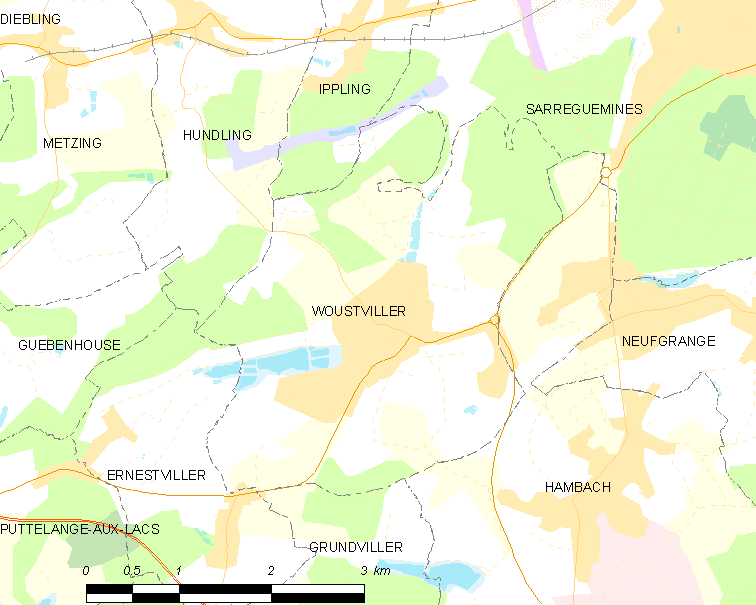
武斯特维莱尔的OSM定位图

武斯特维莱尔的时区为UTC+01:00、UTC+02:00（夏令时）。

## 行政
武斯特维莱尔的邮政编码为57915，INSEE市镇编码为57752。

## 政治
武斯特维莱尔所属的省级选区为萨拉尔布县。

## 人口

1962-2008年间武斯特维莱尔人口变化图示

武斯特维莱尔于2022年1月1日时的人口数量为2822人。